# Georg Carl Berendt
Georg Carl Berendt (* 13. Juni 1790 in Danzig; † 4. Januar 1850 ebenda) war ein deutscher Arzt und Naturforscher. Insbesondere ist Berendt durch seine Forschungstätigkeit zu Bernstein und seinen Einschlüssen bekannt geworden.

## Leben
Berendt war der zweite von drei Söhnen des Arztes Dr. Nathanael Berendt und seiner Ehefrau Johanna Concordia geb. Schmidt. Nach dem Besuch des Gymnasiums studierte er in Königsberg, Göttingen und Berlin. Er wurde in Göttingen auf dem Gebiet der Augenheilkunde promoviert. 1814 trat er in die ärztliche Praxis seines Vaters in Danzig ein. Berendt heiratete 1817 Marianne Reinick, mit der er sechs Kinder hatte. 1844 erhielt er den Titel eines „Königlichen Sanitätsraths“. Am 15. Oktober 1845 (Matrikel-Nr. 1555) wurde er mit dem Beinamen Breynius zum Mitglied der Gelehrtenakademie Leopoldina gewählt. Er starb nach mehreren überstandenen schweren Erkrankungen 1850 in seinem Geburtsort Danzig an einer Lungenembolie. Als Augenarzt erlangte Georg Carl Berendt großes Ansehen.
Sein Sohn war der Revolutionär und Mayaforscher Carl Hermann Berendt.

## Wirken
Schon in seiner Studienzeit beschäftigte Berendt sich mit Bernstein. So unternahm er 1809 mit einem seiner Lehrer eine Reise in das Samland zur sogenannten „Bernsteingräberei“. Im Jahre 1820 wurde Berendt Mitglied der Naturforschenden Gesellschaft in Danzig, deren Direktor er in der Zeit von 1837 bis 1845 war. Berendt legte eine für die damalige Zeit sehr bedeutende Bernsteinsammlung an, der am Ende seines Lebens mehr als 4.000 Stücke angehörten, davon etwa 3.200 mit tierischen und rund 350 mit pflanzlichen Einschlüssen. Sein besonderes Interesse galt dabei den botanischen Einschlüssen. Alexander von Humboldt und Friedrich Wilhelm IV. haben seine Sammlung besichtigt. Einige Jahre nach dem Tode von Georg Carl Berendt kaufte der Preußenkönig die Sammlung, die sich heute im Besitz des Museums für Naturkunde an der Humboldt-Universität zu Berlin befindet. Bereits einige Jahre zuvor (1847) erwarb das Britische Museum 200 Stücke aus seiner Sammlung, die ebenfalls noch erhalten sind.
Seine Forschungsergebnisse zur Entstehung des Bernsteins und seiner (insbesondere pflanzlichen) Einschlüsse gehören zu den Meilensteinen in der Geschichte der Bernsteinforschung, als einer deren Pioniere Berendt gilt. Er erkannte im Zuge seiner Forschung an Bernsteininklusen als einer der Ersten, dass zur Zeit der Entstehung des fossilen Harzes das Klima deutlich wärmer gewesen sein muss als heute, verwandte Arten der untersuchten eingeschlossenen Organismen heute nur in subtropischen und tropischen Gebieten vorkommen, Baltischer Bernstein mehrfach umgelagert worden sein muss, aus dem Harz nur unter Luftabschluss Bernstein werden konnte und anderes mehr.

## Schriften (Auswahl)
- De atmosphaera nervorum sensitiva commentatio. Göttingen 1816 (Archive)
- Die Insekten im Bernstein. Ein Beitrag zur Thiergeschichte der Vorwelt. Danzig 1830 (Archive)
- Memoire pour servir a l'histoire des Blattes antediluviennes. In: Annales de la sociéte entomologique de France. Band V, 1836, S. 539–546  (BHL), Taf. 16 (BHL)
- Ueber das Vorkommen größerer Bernsteinmassen im Binnenlande. In: Neue Notizen aus dem Gebiete der Natur- und Heilkunde. November 1842, No. 518 (No. 12 des 24. Bandes), Sp. 177–181 (Google Books)
- Die im Bernstein befindlichen organischen Reste der Vorwelt. (Band I und II mit je 2 Abteilungen, Nicolai, Berlin 1845–1856)
  - mit Heinrich Göppert: Die im Bernstein befindlichen organischen Reste der Vorwelt. Erster Band. I. Abtheilung. Der Bernstein und die in ihm befindlichen Pflanzenreste der Vorwelt. Nicolai, Berlin 1845 (Archive)
  - mit Carl Ludwig Koch: Die im Bernstein befindlichen organischen Reste der Vorwelt. Erster Band. II. Abtheilung. Die im Bernstein befindlichen Crustaceen, Myriapoden, Arachniden und Apteren der Vorwelt. Nicolai, Berlin 1854 (Archive)
  - mit Ernst Friedrich Germar: Die im Bernstein befindlichen organischen Reste der Vorwelt. Zweiter Band. I. Abtheilung. Die im Bernstein befindlichen Hemipteren und Orthopteren der Vorwelt. Nicolai, Berlin 1856 (Archive)
  - Als Herausgeber: F. J. Pictet-Baraban & H. Hagen: Die im Bernstein befindlichen organischen Reste der Vorwelt. Zweiter Band. II. Abtheilung. Die im Bernstein befindlichen Neuropteren der Vorwelt. Nicolai, Berlin 1856 (Archive)